# Bonanza Hills
Bonanza Hills – jednostka osadnicza w Stanach Zjednoczonych, w stanie Teksas, w hrabstwie Webb.